# Загорица (Литија)
Загорица (словен. Zagorica) је насељено место у општини Литија, Засавска регија, Словенија.

## Историја
До територијалне реорганизације у Словенији била је у саставу старе општине Литија. Као самостално насељено место Загорица постоји од 1995. године. Настао је издвајањем дела из насеља Брег при Литији.

## Становништво
У попису становништва из 2011. године, Загорица је имала 22 становника.
| Број становника према пописима | Број становника према пописима |
| ------------------------------ | ------------------------------ |
| 2002                           | 2011                           |
| 37                             | 22                             |

Напомена: Године 1995. настала издвајањем дела из насеља Брег при Литији. Године 2006. умањено за део насеља који је припојен насељу Брег при Литији.